# Janiralata bisinuata
Janiralata bisinuata är en kräftdjursart som beskrevs av Oleg Grigor'evich Kussakin1972. Janiralata bisinuata ingår i släktet Janiralata och familjen Janiridae. Inga underarter finns listade i Catalogue of Life.